# دنیس برمودز
دنیس برمودز (انگلیسی: Dennis Bermudez؛ زادهٔ ۱۳ دسامبر ۱۹۸۶) ورزشکار هنرهای رزمی ترکیبی اهل ایالات متحده آمریکا است. وی بین سال‌های ۲۰۰۹ تا ۲۰۱۹ میلادی فعالیت می‌کرد.